# Filmfare Award/Kritikerpreis – Bester Darsteller
Der Filmfare Critics Award for Best Actor wird vom Filmfare-Magazin verliehen und ist eine Preiskategorie der jährlichen Filmfare Awards für Hindi-Filme. Der Kritikerpreis für den besten Darsteller wurde erstmals im Jahre 1991 vergeben. Bis 1997 gab es einen gemeinsamen Preis für Schauspieler und Schauspielerinnen, seit 1998 gibt es getrennte Kategorien.
Liste der Preisträger und der Filme, für die sie gewonnen haben:
| Jahr | Darsteller                                              | Film                                                                        |
| ---- | ------------------------------------------------------- | --------------------------------------------------------------------------- |
| 1991 | Anupam Kher                                             | Daddy                                                                       |
| 1992 | kein Preis                                              |                                                                             |
| 1993 | siehe Filmfare Award/Kritikerpreis – Beste Darstellerin |                                                                             |
| 1994 | Shahrukh Khan                                           | Kabhi Haan Kabhi Naa                                                        |
| 1995 | siehe Filmfare Award/Kritikerpreis – Beste Darstellerin |                                                                             |
| 1996 | siehe Filmfare Award/Kritikerpreis – Beste Darstellerin |                                                                             |
| 1997 | siehe Filmfare Award/Kritikerpreis – Beste Darstellerin |                                                                             |
| 1998 | Anil Kapoor                                             | Virasat                                                                     |
| 1999 | Manoj Bajpai                                            | Satya                                                                       |
| 2000 | Manoj Bajpai                                            | Shool                                                                       |
| 2001 | Shahrukh Khan                                           | Mohabbatein                                                                 |
| 2002 | Amitabh Bachchan                                        | Aks                                                                         |
| 2003 | Ajay Devgan                                             | Company – Das Gesetz der Macht                                              |
| 2004 | Hrithik Roshan                                          | Koi... Mil Gaya                                                             |
| 2005 | Pankaj Kapoor                                           | Maqbool                                                                     |
| 2006 | Amitabh Bachchan                                        | Black                                                                       |
| 2007 | Aamir Khan                                              | Rang De Basanti                                                             |
| 2008 | Darsheel Safary                                         | Taare Zameen Par                                                            |
| 2009 | Manjit Singh                                            | Oye Lucky! Lucky Oye!                                                       |
| 2010 | Ranbir Kapoor                                           | Wake Up Sid, Ajab Prem Ki Ghazab Kahani, Rocket Singh: Salesman of the Year |
| 2011 | Rishi Kapoor                                            | Do Dooni Chaar                                                              |